# ネクスト戦記EHRGEIZ
『ネクスト戦記EHRGEIZ』（ネクストせんき エーアガイツ）は、スタジオディーン制作の日本のテレビアニメ。1997年10月1日から同年12月24日までテレビ東京系で放送された。全12話。

## 作品概要
EHRGEIZはドイツ語で「野心」「大志」という意味で、英語のambitionにあたる。
舞台は宇宙で、主人公達は廃墟コロニーに住んでいる。登場するロボットはリアルロボットで、主人公の乗機も量産機を改造した物である。主人公はアウトローで、宇宙船を襲う海賊行為をして生活していた。物語で、主人公達は、暴走してしまった最新鋭無人ロボット兵器とそれを追う軍に関わって、ロボットで戦う。
元々はカプコンのアーケードゲーム『サイバーボッツ』のアニメ化企画として制作されたがカプコンの許諾が降りず、名称・デザインを変更して放映された。
ビデオなどは絶版となっているが、バンダイチャンネルやPlayStation Storeにて有料による全12話の映像配信がされている。

## あらすじ
「S.A.C.」通称Sという最新鋭無人兵器を回収するために、アカネ・アオイ隊長が率いるネクスト同盟軍、地球政府軍、ハルが率いる地球革命組織(TERRA)が三つ巴で戦っていた。
それとは別に、かつての戦いで廃墟となってしまった「ネクスト7」というコロニーに暮らす主人公達がいた。彼らは、宇宙を航行する船をMVで襲って生活物資や武器を調達して、勝手気ままに生きていた。そんな主人公達が、Sと関わることになる。

## 登場人物
ジェイ・ストライカー
声 - 岩田光央
主人公。かつてはネクスト同盟軍で、MVのパイロットとして活躍した。
キャメル
声 - 中田譲治
クールだけど商才に長けている。
バルザック
声 - 阪脩
以前はネクスト同盟軍軍人だった。
ケン
声 - 高乃麗
アンの兄。「ネクスト7」のかつての戦いで両親を亡くした。
アン
声 - 大谷育江
ケンの妹。「ネクスト7」のかつての戦いで両親を亡くした。
ゴード
声 - 佐藤政道
MV整備の腕はメンバーで一番。元地球軍所属のMVパイロットだった。
ロディ
声 - 檜山修之
たらこくちびるが特徴。元地球軍所属のMVパイロットだった。
アカネ・アオイ
声 - 一城みゆ希
ネクスト同盟軍隊長。
アーノルド
声 - 屋良有作
ネクスト同盟軍のサイボーグ。S.A.C.は彼の身体組織を取り込んで開発された。
ハル
声 - 佐々木望
地球革命組織(TERRA)の頭領。若き超能力者である。
ガルブレイズ
声 - 玄田哲章
ハルのボディーガードで側近。
カール
声 - 星野充昭
アカネの部下。登場してすぐに戦死した。

## 登場メカ
MV（エムブイ）
「Metal Vehicle」の略。直訳すると「金属の乗り物」。作中の巨大ロボットの呼称である。
S（エス）
「S.A.C.」が搭載された、最新鋭の無人MV。

## 用語
大いなる力
超能力で感知した「S」のことを、ハルはこう呼んでいる。
S.A.C.（サック）
「System of Absolutely Concience」の略。直訳すると「絶対意識体系」。パイロットの代わりにMVに搭載し、動かすために研究・開発された半生命体。
地球革命組織(TERRA)（ちきゅうかくめいそしき テラ）
ハルが統率するレジスタンスグループ。目的は地球政府転覆と宇宙統一。
ネクスト
地球の外周軌道上にあるスペースコロニー。設定ではネクスト1から20まであり、1億人の移民者が住んでいた。主人公達が住むのは過去の戦争で廃墟となった「ネクスト7」。
ネクスト同盟（ネクストどうめい）
「ネクスト」間にて連携し、形成された自治組織。「ネクスト同盟軍」という軍を持つ。

## スタッフ
- 原作 - et
- 企画 - ビースタック
- 企画協力 - 日本ビクター、バンダイビジュアル、三菱商事
- 監督 - 川瀬敏文
- シリーズ構成 - 冨岡淳広
- オリジナルデザイン - 今掛勇
- キャラクターデザイン - 柳沢テツヤ
- メカニックデザイン - やまだたかひろ、梅原隆弘
- 美術監督 - 石垣努
- 色彩設計 - もちだたけし
- 撮影監督 - 森下成一、鎌田克明
- 編集 - 森田清次、高山智江子
- 音楽 - 多田彰文、浜口史郎
- 音響監督 - 若林和弘
- 制作プロデューサー - 白井勝也
- アニメーション協力 - エーアガイツ[1]
- アニメーション制作 - スタジオディーン
- 製作 - PROJECT EHRGEIZ

## 主題歌
オープニングテーマ「DREAM JACK」
作詞 - 石川雅敏 / 作曲・編曲・歌 - HUMMING BIRD
エンディングテーマ「One Voice for EHRGEIZ」
作詞 - 夏野芹子 / 作曲・編曲 - 原一博 / 歌 - 福井麻利子

## 各話リスト
| 話 | 放送日         | サブタイトル     | 脚本     | 絵コンテ   | 演出     | 作画監督 （メカ作画監督） |
| -- | -------------- | ---------------- | -------- | ---------- | -------- | ------------------------- |
| 1  | 1997年 10月2日 | 彼方より来るもの | 冨岡淳広 | 川瀬敏文   | 菱川直樹 | 笠原彰 （梅原隆弘）       |
| 2  | 10月9日        | 覇者たちの条件   | 三浦浩児 | 石山タカ明 | 山口美浩 | 小林一三 （服部憲知）     |
| 3  | 10月16日       | 予期せぬ胎動     | 長田敏靖 | 越智浩仁   | 越智浩仁 | 門智昭                    |
| 4  | 10月23日       | 無償の出会い     | 冨岡淳広 | 横田和     | 村田雅彦 | 糸島雅彦                  |
| 5  | 10月30日       | 勇姿なき栄光     | 三浦浩児 | 寺東克己   | 菱川直樹 | 外崎春雄                  |
| 6  | 11月6日        | 不在の報酬       | 長田敏靖 | 浦田保則   | 浦田保則 | 井上哲                    |
| 7  | 11月13日       | 力への意思       | 北条千夏 | 石山タカ明 | 山口美浩 | 柳沢テツヤ                |
| 8  | 11月20日       | 非情な祝祭       | 冨岡淳広 | 越智浩仁   | 越智浩仁 | 門智昭                    |
| 9  | 11月27日       | 余韻の中の断絶   | 三浦浩児 | 横田和     | 村田雅彦 | 外崎春雄                  |
| 10 | 12月4日        | 見失われた新生   | 長田敏靖 | 菱川直樹   | 菱川直樹 | 井上哲                    |
| 11 | 12月11日       | 前夜の反転       | 北条千夏 | 吉川浩司   | 吉川浩司 | 糸島雅彦                  |
| 12 | 12月25日       | 絶対の現在       | 冨岡淳広 | 川瀬敏文   | 山口美浩 | 柳沢テツヤ                |